# 斯雷滕·德拉戈伊洛维奇
斯雷滕·德拉戈伊洛维奇（羅馬化：Sreten Dragojlović，1938年5月6日—1971年9月2日），塞尔维亚篮球运动员、教练。他曾代表南斯拉夫参加1960年夏季奥林匹克运动会篮球比赛，获得第六名。